# Plectiscidea peregrina
Plectiscidea peregrina är en stekelart som först beskrevs av Johannes Friedrich Ruthe 1859.  Plectiscidea peregrina ingår i släktet Plectiscidea och familjen brokparasitsteklar. Inga underarter finns listade i Catalogue of Life.